# Isabel de França (1764–1794)
Isabel Filipina Maria Helena de França (em francês: Élisabeth Philippe Marie Hélène de France; Versalhes, 3 de maio de 1764 – Paris, 10 de maio de 1794), mais conhecida como Madame Isabel, foi uma princesa francesa e a irmã mais nova do rei Luís XVI. Ela permaneceu ao lado do rei e sua família durante a Revolução Francesa e foi executada na Praça da Revolução em Paris durante o Terror. Ela é considerada pela Igreja Católica Romana como mártir e Serva de Deus.

## Início de vida

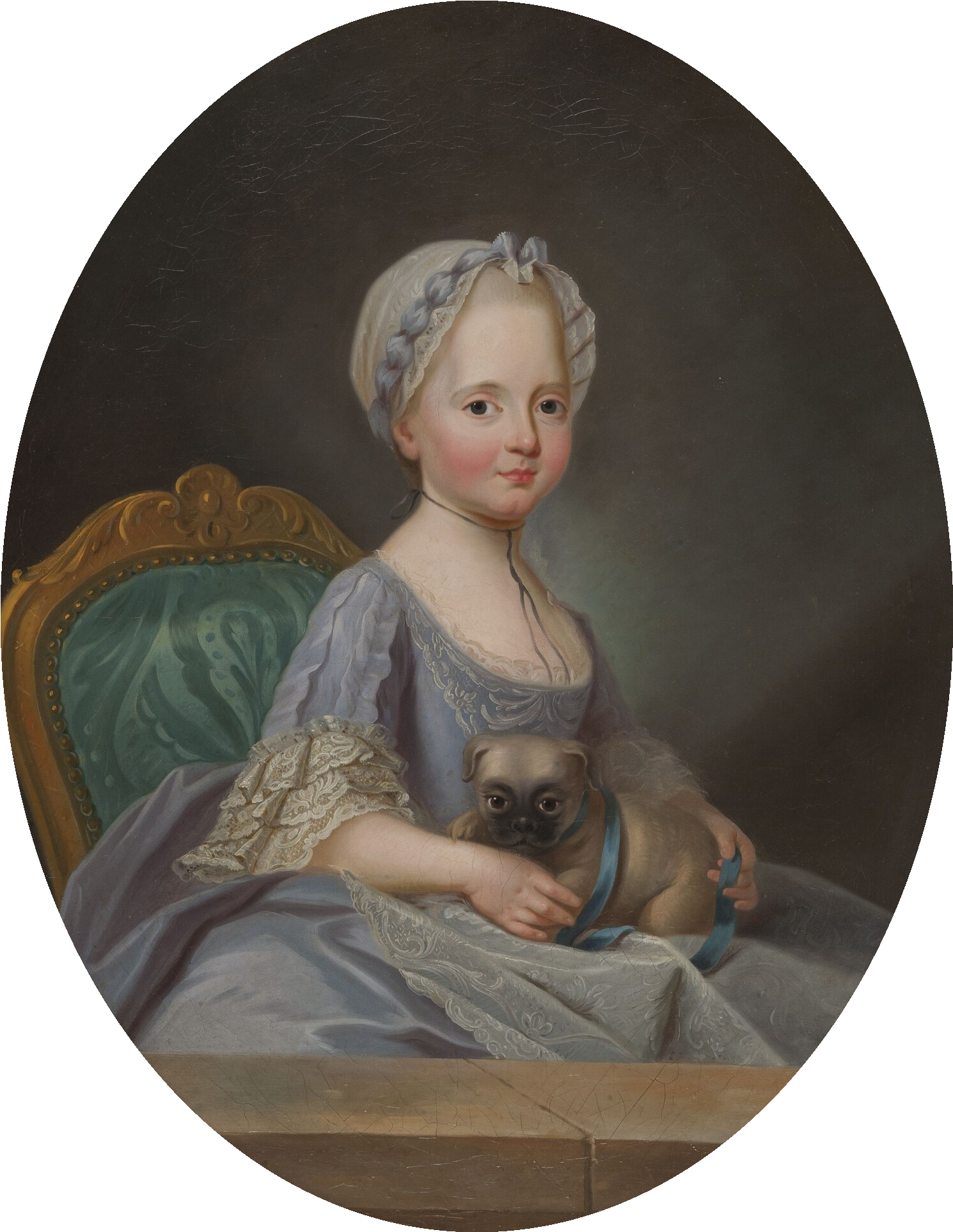
Isabel quando criança por Joseph Ducreux, 1768.

Isabel Filipina Maria Helena nasceu em 3 de maio de 1764, no Palácio de Versalhes, última filha de Luís, Delfim da França e de sua esposa Maria Josefa da Saxônia. Orfã aos três anos, recebe uma excelente educação, mais sólida que a de sua futura cunhada, Maria Antonieta. Apaixona-se pela arte, em particular pelo desenho, e, embora ainda criança, sua governanta, a Condessa de Marsan, a leva, com sua irmã, Maria Clotilde, para os salões de pintura oficiais. Na sequência, Isabel demonstra reais aptidões para o desenho. Arteira, voluntariosa e esportiva. Sua caridade ativa atraiu muita simpatia. Conhecida por sua grande compaixão, Madame Isabel havia sofrido a influência de suas tias, filhas de Luís XV, que a inclinaram para uma vida piedosa.
Na súbita morte de seu pai, em 1765, o irmão sobrevivente mais velho de Isabel, Luis Augusto (mais tarde Luis XVI) tornou-se o novo Delfim (o herdeiro aparente do trono francês). A mãe deles, Maria Josefa, morreu em março de 1767 por tuberculose.  Isso deixou Isabel órfã com apenas dois anos de idade, junto com seus irmãos mais velhos: Luis XVI, Luis XVIII, Carlos X, ambos os três reis da França e Clotilde ("Madame Clotilde"), que mais tarde se tornaria Rainha de Sardenha.
Isabel e sua irmã mais velha Clotilde foram criadas por Marie Louise de Rohan, Madame de Marsan, governanta dos filhos da França. As irmãs eram consideradas muito diferentes em personalidade. Enquanto Isabel era descrita como "orgulhosa, inflexível e apaixonada", Clotilde era, ao contrário, estimado como "dotado da disposição mais feliz, que só precisava de orientação e desenvolvimento". Eles receberam a educação habitual das princesas da realeza contemporânea, concentrando-se em realizações, religião e virtude, uma educação à qual Clotilde teria se submetido de bom grado. Eles foram ensinados em botânica por M. Lemonnier, em história e geografia por M. Leblond e em religião por Abbé de Montigat, e seguiram a corte entre os palácios reais, com seus dias divididos entre estudos, caminha no parque e dirige pela floresta. Madame de Marsan costumava levá-la para visitar os alunos em St. Cyr, onde jovens moças selecionadas eram apresentadas para serem apresentadas à princesa.  
Enquanto Clotilde era descrita como uma aluna dócil "que se amava por todos que a abordavam", Isabel se recusou a estudar, dizendo que "sempre havia pessoas à mão cujo dever era pensar em príncipes" e tratava sua equipe com impaciência. Madame de Marsan, que não conseguia lidar com Isabel, preferia Clotilde, que deixou Isabel com ciúmes e criou uma brecha entre as irmãs. O relacionamento delas melhorou quando Isabel adoeceu e Clotilde insistiu em cuidar dela, durante o qual ela também ensinou o alfabeto a Isabel e lhe interessou pela religião, o que provocou uma grande mudança na personalidade da garota;  Clotilde logo passou a ser amiga de sua irmã, professora e conselheira. Depois disso, Isabel recebeu Marie Angélique de Mackau como sua professora, que teria "a firmeza que dobra a resistência e a bondade afetuosa que inspira o apego", e sob cuja instrução Isabel fez progressos em sua educação, bem como desenvolvendo uma personalidade mais suave, com sua forte vontade voltada para princípios religiosos.
Em 1770, seu irmão mais velho, o Delfim, casou-se com Maria Antonieta da Áustria. Maria Antonieta achou Isabel encantadora e demonstrou abertamente que preferia a sua irmã Clotilde, o que causou alguma ofensa na corte.  
Apesar de cogitada para tornar-se esposa de José, Príncipe do Brasil ou, do irmão de Maria Antonieta, o imperador José II, obteve de seu irmão, Luís XVI, a permissão para permanecer em Versalhes. O rei, que a amava ternamente, lhe deu como presente o domínio de Montreuil, onde, no entanto, ela nunca permaneceu por muito tempo.

## Reinado do irmão

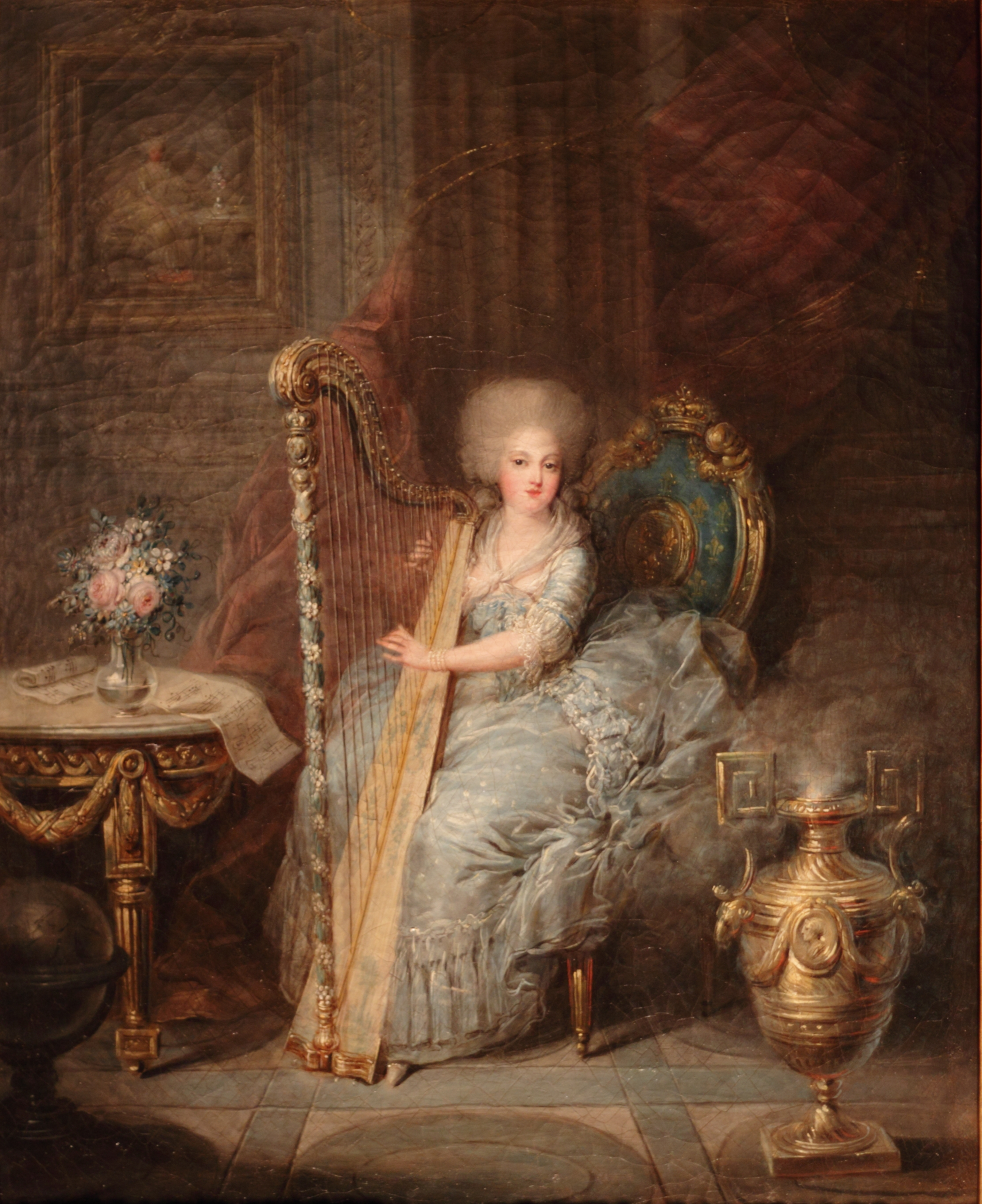
Madame Isabel com sua harpa.

Em 10 de maio de 1774, seu avô, Luís XV, morreu e seu irmão mais velho, Luis Augusto, subiu ao trono como Luís XVI.
Em agosto de 1775, sua irmã Clotilde deixou a França para se casar com o príncipe herdeiro da Sardenha. A despedida entre as irmãs foi descrita como intensa, com Isabel quase incapaz de se arrancar dos braços de Clotilde. A rainha Maria Antonieta comentou:
"Minha irmã Isabel é uma criança encantadora, que tem inteligência, caráter e muita graça; ela mostrou o maior sentimento, e muito acima da idade, na partida de sua irmã. A pobre menina estava em desespero e como sua saúde." É muito delicada, ficou doente e teve um ataque nervoso muito grave. Tenho a minha querida mamãe que temo estar muito apegada a ela, sentindo, pelo exemplo de minhas tias, quão essencial é para sua felicidade não permanecer uma velha empregada neste país".
"Ela mostra na ocasião da partida de sua irmã e em várias outras circunstâncias um bom senso e sensibilidade encantadores. Quando alguém tem um sentimento tão certo aos onze anos de idade, é muito agradável... daqui a dois anos, lamento que ela deva ir tão longe quanto Portugal, mas será mais feliz que ela seja tão jovem, pois sentirá menos a diferença entre os dois países. Que Deus conceda que sua sensibilidade não a torne infeliz".
Em 17 de maio de 1778, após a visita da corte a Marly, Madame Isabel deixou formalmente a câmara das crianças e se tornou adulta quando ela, a pedido do rei, seu irmão, foi entregue ao rei por sua governanta e recebeu seu próprio família, com Diana de Polignac como dama de honra e a Bonne Marie Félicité de Sérent como dama de companhia. A cerimônia foi descrita: "A Sra. Isabel, acompanhada pela Princesa de Guéménée, as governantas inferiores e as damas presentes, foi aos aposentos do rei, e ali a Sra. De Guéménée formalmente entregou sua carga a Sua Majestade, que enviou por madame Diana de Polignac, dama de honra da princesa e madame Marquesa de Sereat, sua dama de companhia, sob cujos cuidados ele deu a madame Isabel".
Várias tentativas foram feitas para organizar um casamento para ela. O primeiro parceiro sugerido foi José, príncipe do Brasil. Ela não fez nenhuma objeção à partida, mas ficou aliviada quando as negociações foram interrompidas.  
Em seguida, ela recebeu uma proposta do duque de Aosta (futuro Vitor Emmanuel I da Sardenha), irmão do príncipe herdeiro de Sabóia e cunhado de sua irmã Clotilde. A corte da França, no entanto, não considerou apropriado que uma princesa francesa se casasse com um príncipe de status inferior ao de um monarca ou herdeiro de um trono, e o casamento foi recusado em seu nome.
Finalmente, foi sugerido um casamento entre ela e seu cunhado José II, Sacro Imperador Romano, que teve uma boa impressão dela em sua visita à França no ano anterior e comentou que ele era atraído pela "vivacidade dela". intelecto e seu caráter amável". No entanto, o partido anti-austríaco na corte via uma aliança entre a França e a Áustria como contrária aos interesses da França e, em 1783, os planos foram finalmente descontinuados e nenhuma sugestão adicional de casamento foi feita. Isabel estava contente em não se casar, como teria acontecido com um príncipe estrangeiro, que a forçaria a deixar a França: "Só posso me casar com o filho de um rei, e o filho de um rei deve reinar sobre o reino de seu pai. Eu não deveria mais ser uma francesa. Não desejo deixar de ser uma. É muito melhor ficar aqui aos pés do trono de meu irmão do que subir outro".

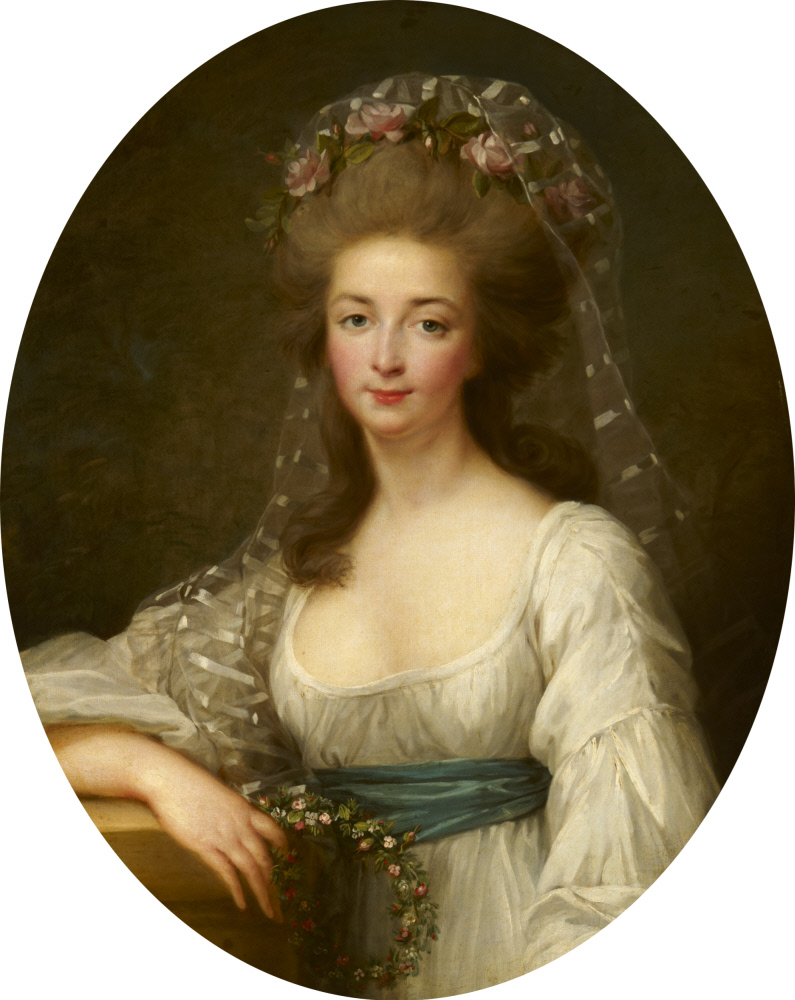
Isabel de França em 1779 por Vigée Le Brun.

Madame Isabel não teve nenhum papel real antes da revolução;  ela via a corte real como decadente e uma ameaça ao seu bem-estar moral, e agia para se distanciar dela, e só comparecia à corte quando sua presença era absolutamente necessária ou quando o rei ou a rainha lhe perguntavam explicitamente. Quando ela deixou a câmara das crianças reais e formou sua própria família quando adulta, ela decidiu se proteger das possíveis ameaças morais da vida na corte, continuando a seguir os princípios estabelecidos por suas governantas e tutores durante a infância: dedicar seus dias a uma programação de devoção religiosa, estudar, andar a cavalo e socializar apenas com "as senhoras que me educaram e que estão apegadas a mim [...] minhas tias boas, as senhoras de St. Cyr, os carmelitas de St. Denis".  
Ela costumava visitar sua tia, a freira Luisa de França, no convento carmelita de St. Denis. O rei, que estava um pouco preocupado com o fato de ela se tornar freira, disse uma vez: "Não peço nada melhor do que você ir ver sua tia, com a condição de não seguir o exemplo dela: Isabel, preciso de você". Crente firme na monarquia absoluta, Isabel tinha grande respeito pela posição de seu irmão mais velho, o rei, e considerava seu dever apoiá-lo. No nível pessoal, ela era profundamente devotada ao seu segundo irmão, o futuro Luis XVIII: "Meu irmão, o conde de Provence, é ao mesmo tempo o melhor conselheiro e o mais charmoso rei. Ele raramente se engana ao julgar os homens. e coisas, e sua memória prodigiosa fornece a ele em todas as circunstâncias um fluxo interminável de anedota interessante".  Seu irmão mais novo, o conde de Artois, era diferente dela e às vezes recebia uma "palestra afetuosa" por seus escândalos, embora ele a admirasse.  

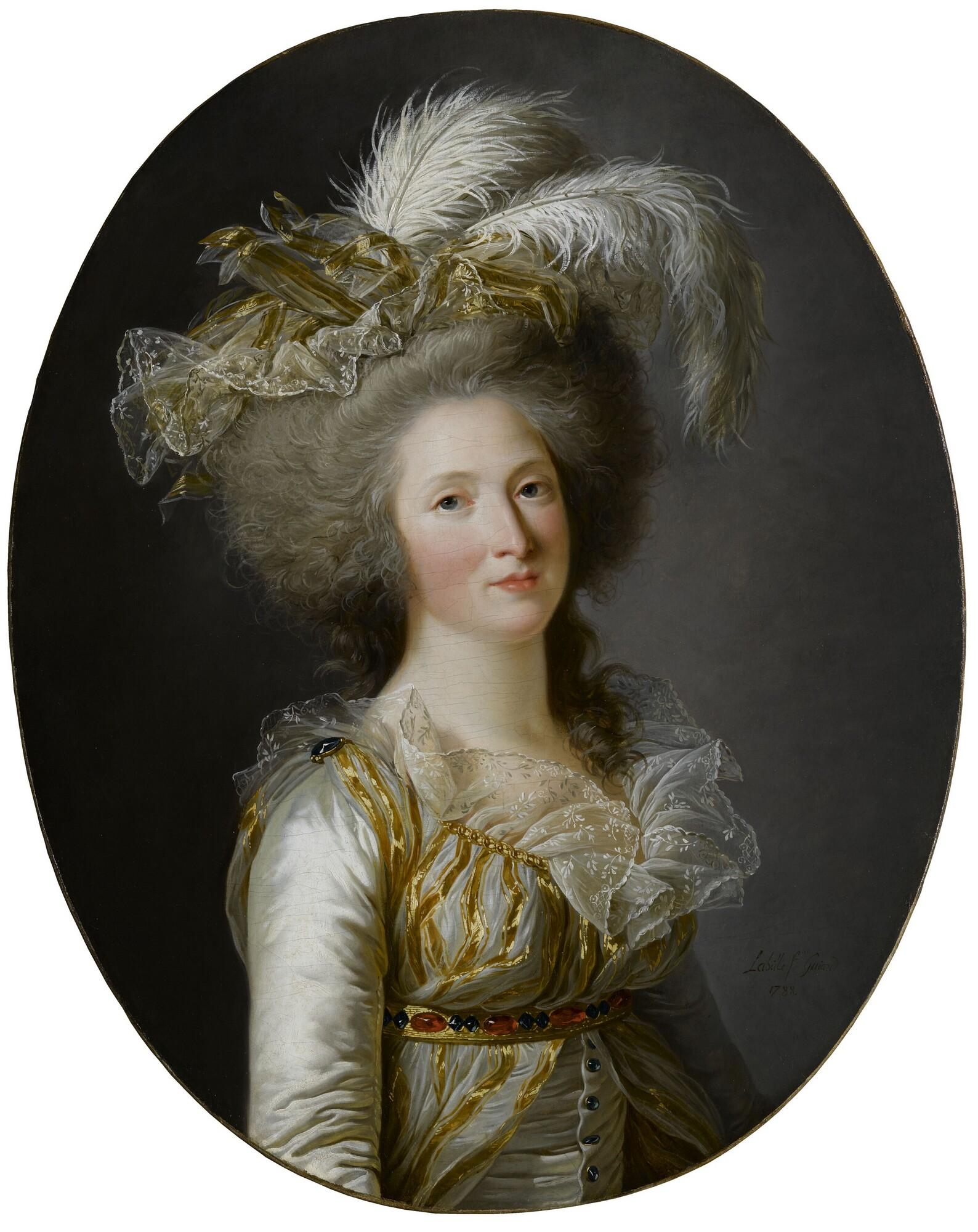
Isabel de França por Adélaïde Labille-Guiard.

Seu relacionamento com a rainha Maria Antonieta era complicado, pois eram bastante diferentes. Maria Antonieta supostamente achou Isabel encantadora quando entrou no tribunal quando adulta: "A rainha está encantada com ela. Ela diz a todos que não há ninguém mais amável, que ela não a conhecia bem antes, mas que agora ela a fez. sua amiga e que será para a vida".  Isabel, no entanto, estava perto de suas tias, a Mesdames de França, que eram membros do partido anti-austríaco na corte, notada por sua animosidade em relação à rainha e profundamente oposta às suas reformas informais na vida na corte e a última visão foi compartilhada por Isabel, que, como monarquista, considerou o desrespeito à etiqueta da rainha uma ameaça à monarquia e uma vez observou em conexão com ela: "se os soberanos desciam frequentemente ao povo, o povo se aproximaria o suficiente para ver que a rainha era apenas uma mulher bonita e que logo concluiriam que o rei era apenas o primeiro entre os oficiais". Ela também tentou criticar o comportamento da rainha a esse respeito, mas nunca o fez abertamente, em vez disso, pediu à tia Madame Adélaïde que fizesse isso por ela. Independentemente dessas diferenças, ela ocasionalmente visitava Maria Antonieta em Petit Trianon, onde pescavam no lago artificial, observava as vacas sendo ordenhadas e dava boas-vindas ao rei e seus irmãos para jantar "em vestidos de algodão branco, chapéus de palha e gaze fichus", e ela, pelo menos em uma ocasião, concordou em participar de uma das apresentações de teatro amador da rainha. Tornou-se devotada aos filhos do rei e da rainha, em particular o primeiro delfim e Maria Teresa de França. Isabel tornou-se madrinha de Sofia Helena Beatriz de França, em 1786, e no mesmo ano ela participou do centenário de St. Cyr, uma escola pela qual se interessava muito.

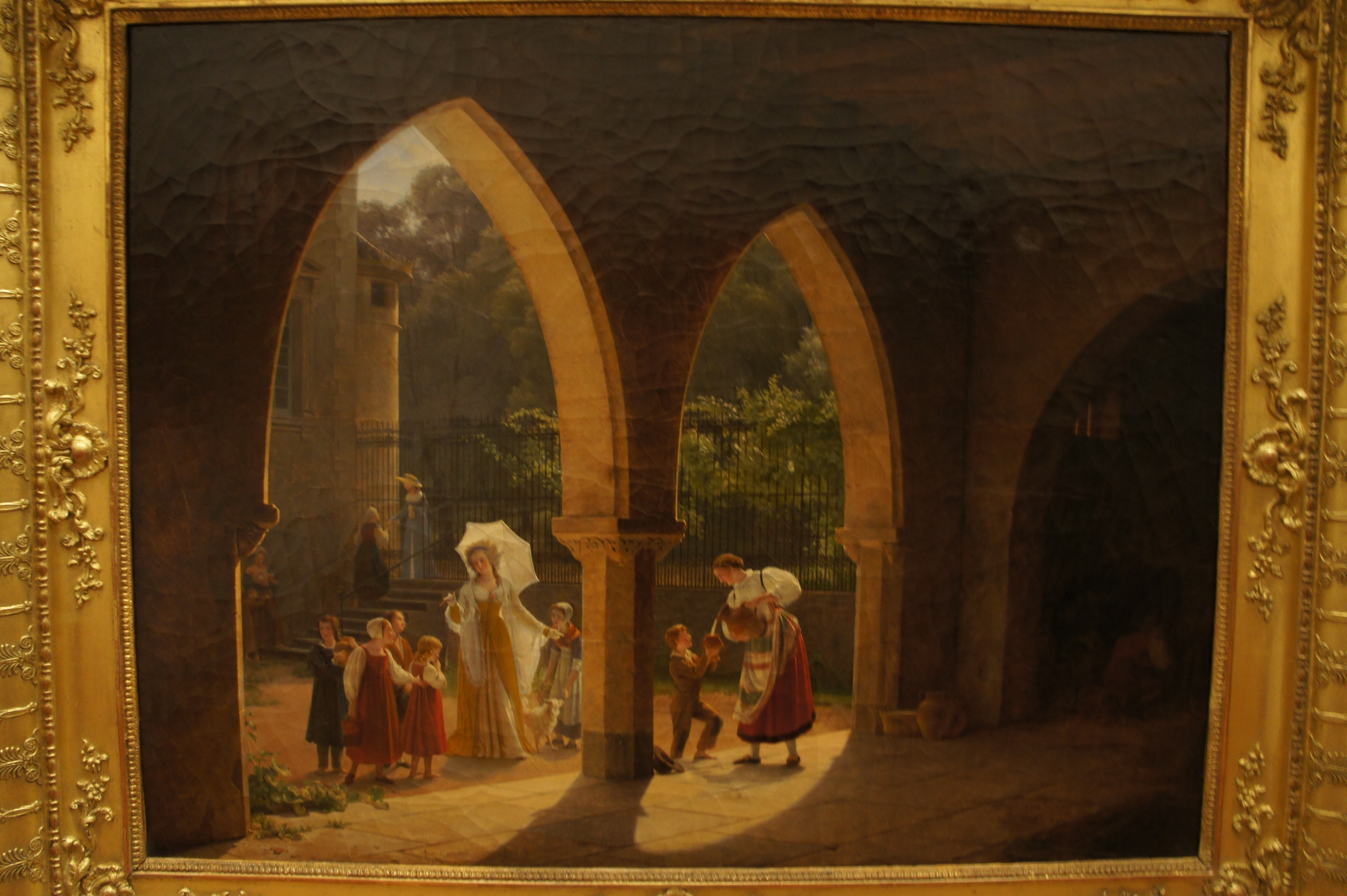
Madame Isabel da França assistindo uma distribuição de leite em sua casa em Montreuil

Em 1781, o rei deu-lhe Montreuil, não muito longe de Versalhes, como um retiro particular, e a rainha apresentou-lhe as palavras: "Minha irmã, você está agora em casa. Este lugar será seu Trianon". O rei não permitiu que ela passasse suas noites em Montreuil até os vinte e quatro anos, mas normalmente passava seus dias lá desde a missa da manhã até voltar a Versalhes para dormir. Em Montreuil, ela seguiu um cronograma que dividia seus dias em horas para estudo, exercícios de cavalgadas ou caminhadas, jantar e orações com suas damas de companhia, inspiradas no cronograma estabelecido por suas governantas durante a infância. Isabel se interessou por jardinagem e se envolveu em obras de caridade na vila vizinha de Montreuil. Seu ex-tutor Lemonnier era seu vizinho em Montreuil, e ela o nomeou seu almoner para distribuir sua caridade na aldeia: "Havia um constante intercâmbio de interesses entre eles. O professor aprendeu compartilhou seus estudos botânicos em seu jardim com a princesa, e até mesmo suas experiências em seu laboratório; e a sra. Isabel, em troca, associou sua velha amiga a ela em suas instituições de caridade, e fez dele seu almoner na aldeia". Ela importou vacas da Suíça e do suíço Jacques Bosson para gerenciá-las; A pedido dele, ela também trouxe seus pais e sua esposa Marie para Montreuil, casou-se com ele e a instalou como sua leiteira, e providenciou para a família Bosson cuidar de sua fazenda em Montreuil, produzindo o leite e os ovos que ela distribuía. para os pobres filhos da vila. Isso foi considerado pela corte como um idílio pitoresco, e foi Jacques Bosson quem foi retratado por Travannes no poema "Pauvre Jacques", que se tornou muito popular e tocou música.
Isabel estava interessada em política e apoiava firmemente a monarquia absoluta. Ela participou da abertura da Assembléia Nacional em Versalhes em 22 de fevereiro de 1787 e comentou:
O que essa famosa Assembléia fará por nós? Nada, exceto para que as pessoas saibam a posição crítica em que estamos. O rei age de boa fé ao pedir seus conselhos;  farão o mesmo nos conselhos que lhe darão? A rainha é muito pensativa. Às vezes, passamos horas sozinhas sem ela dizer uma palavra. Ela parece me temer. E, no entanto, quem pode ter um interesse mais vivo do que eu na felicidade de meu irmão? Nossos pontos de vista são diferentes. Ela é austríaca. Eu sou uma Bourbon. Carlos não entende a necessidade dessas grandes reformas;  ele acha que as pessoas aumentam o déficit para ter o direito de reclamar e exigir a assembléia dos Estados Gerais. Monsieur está muito ocupado por escrito;  ele é muito mais sério, e você sabe que ele já era suficientemente grave. Tenho um pressentimento de que tudo isso vai acabar mal. Quanto a mim, intrigas me cansam. Amo paz e descanso. Mas nunca deixarei o rei enquanto ele estiver infeliz.

## A Revolução
Apesar de Isabel poder ter se retirado e emigrado com suas tias, ela escolheu compartilhar do cativeiro imposto ao monarca, seu irmão, após os acontecimentos de 6 de Outubro de 1789. A partir de então, ela contou com um apartamento no Palácio das Tulherias. Apesar das aparências, era uma mulher de caráter, madura e reflexiva, que fazia às vezes frente a seu irmão e a sua cunhada, Maria Antonieta. Seus confrontos recaíam sobretudo sobre a escolha das estratégias políticas, onde a princesa adotava uma postura ultra conservadora, sem a menor concessão aos partidários de uma Monarquia Constitucional. Por intermédio do Conde de Virieu, entre outros, Isabel correspondia-se regularmente com seu irmão, o Conde d'Artois, com quem compartilhava as idéias. Ela opôs-se ferozmente à Constituição Civil do Clero e a todas as medidas que diminuíssem as prerrogativas reais. A partir de 1790, sustenta o princípio de uma aliança dos emigrados com as potências estrangeiras de quem espera salvação. Uma de suas cartas para o Conde d'Artois foi descoberta um dia sobre o oficial que a transportava e a missiva entregue à Assembléia Nacional. A princesa Isabel falava na carta que o rei deixava-se conduzir por ministros vendidos à Assembléia e que nada se poderia esperar sem ajuda exterior. Recomendava ainda ao Conde d'Artois que agisse por si só, encarregando-o de colocar os outros soberanos da Europa cuidando dos interesses da coroa francesa. Porque, dizia ela, Luís XVI era tão fraco que assinaria sua própria condenação se lhe exigissem.

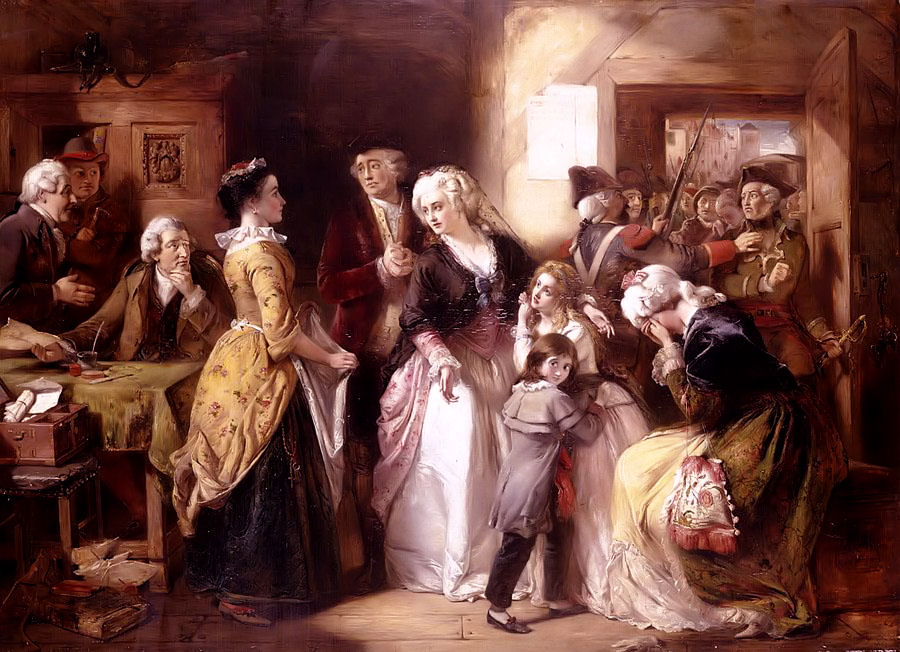
Detenção de Luís XVI e sua Família, Varennes. 1791.

Ela acompanhou a família real quando da fuga frustrada da família real para Montmédy, em 20 de Junho de 1791.
Exatamente um ano depois, o povo força as portas do Palácio das Tulherias para intimidar o rei e o obrigar a suspender seu veto mantido sobre diversas medidas preconizadas pela Assembleia. Confundida com a rainha, Isabel faz face aos amotinados sem desenganá-los sobre sua identidade.
Quando o rei é suspenso pela Assembleia Legislativa, em 10 de Agosto de 1792, e destronado um mês depois, esta decretará que Luís Capeto (nome civil do rei), sua esposa e seus filhos Luís Carlos e Maria Teresa, bem como Isabel, sejam detidos até novas ordens na Prisão do Templo.

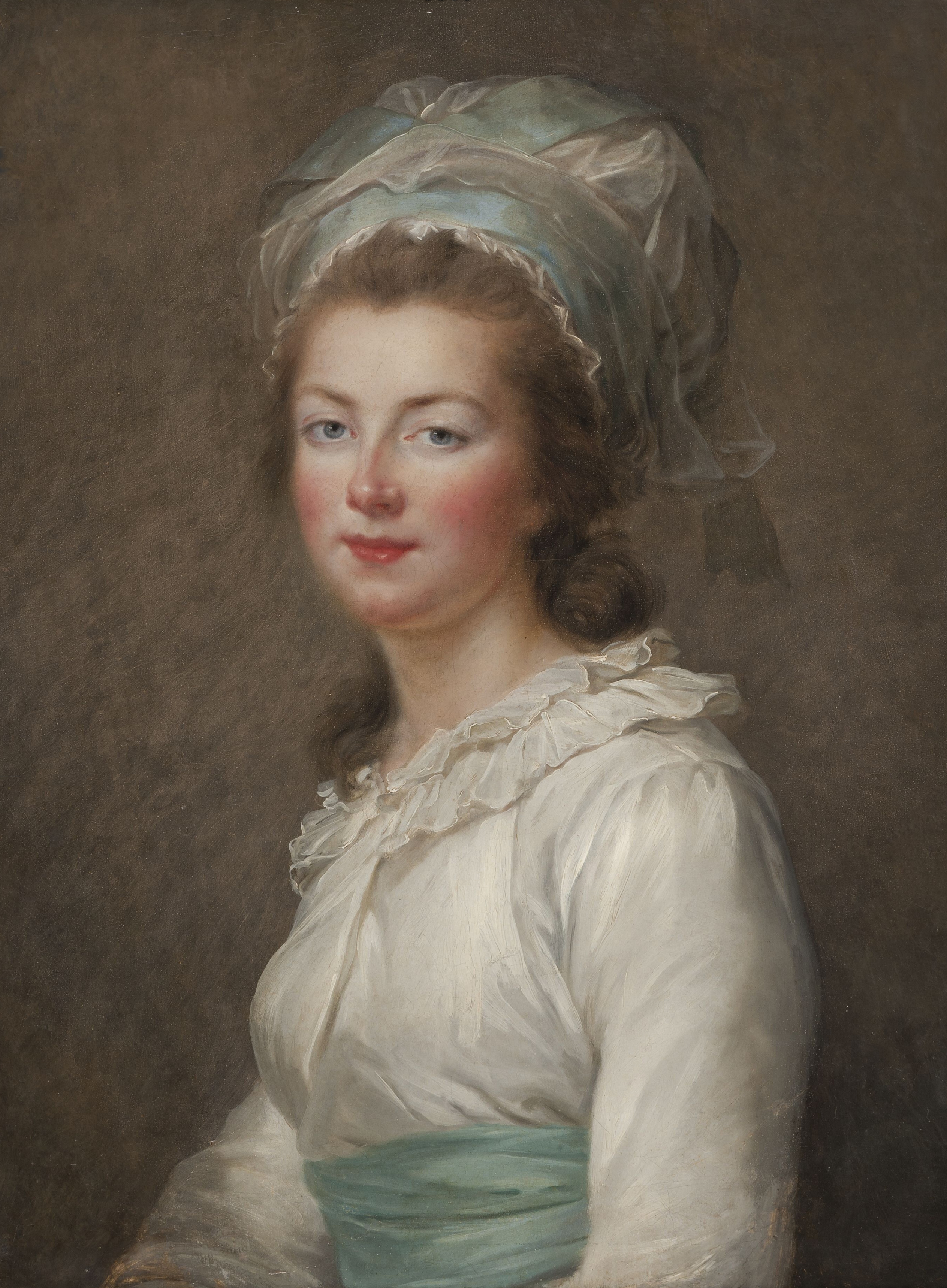
Madame Isabel por Autor desconhecido.

Minada pelas noites sem dormir depois dos acontecimentos de Agosto e dos massacres de Setembro de 1792, ela se metamorfoseia fisicamente. Um cirurgião do Conde d'Artois, que a visita à época do processo contra Luís XVI, diz que ela tinha se tornado irreconhecível.  Uma carta da Marquesa de Bombelles - informada por sua filha, Mme Alissan de Chazet, que mantinha contatos com os prisioneiros - dava notícias da princesa para o Marquês de Raigecourt:
| “ | Tive, como vós, as mesmas informações sobre nossa infeliz princesa. Sua magreza, comenta-se, é assustadora, mas a religião a sustenta, e ela é o anjo consolador da rainha, de seus filhos ; esperemos que nem ela nem os seus sucumbam a tantos males. Como poderemos nos queixar tendo a imaginação repleta com o doloroso quadro dos habitantes do Templo ? | ” |

Na Prisão do Templo, Isabel continua a se comunicar com o exterior, por intermédio de Mme Thibault, Saint-Brice e de jarjayes. O pintor Alexandre Kucharski consegue também chegar até os prisioneiros e lhes faz as efígies. No início de Julho, para evitar qualquer tentativa de evasão, o jovem Luís Carlos é separado da mãe e da tia. Em seguida, por um decreto de Barère, relator do Comitê de Salvação Pública, Maria Antonieta é conduzida ao Tribunal Revolucionário e enviada para a Conciergerie em 1 de Agosto de 1793.
A Convenção tinha a princípio previsto que Isabel Capeto seria expulsa da França. Mas os documentos citados em Outubro de 1793, quando da instrução do processo de Maria Antonieta, levaram a um decreto de encaminhamento da prisioneira para o Tribunal Revolucionário.
Ao final do ano de 1793, Isabel divide sua cela com sua sobrinha, sobre quem vela, após a execução de seus pais, Luís XVI e Maria Antonieta, incutindo-lhe valores cristãos aos quais era muito ligada. Parecia que a tinham esquecido.
Para um certo número de deputados, entre eles Robespierre, Madame Isabel não representava qualquer risco para o futuro da República. Mas, com a guerra subterrânea que se travava entre os membros dos comitês, a repressão se mostrava cada vez menos seletiva na escolha de suas vítimas. A "irmã do tirano" deu ocasião à polícia política de planejar um processo demagógico, não equitativo, ao término do qual Isabel Capeto foi condenada à pena de morte.
Ao promotor público, que a tratava por "irmã do tirano", ela teria replicado: "Se meu irmão fosse o que dizeis, vós não estaríeis onde estais, nem eu, onde estou!".
Em 10 de Maio de 1794, Isabel de França foi conduzida em charrete até a Praça da Concórdia, então Praça da Revolução, a última numa fornada de condenados. Todos os homens e mulheres executados com Madame Élizabeth encaminharam-se até ela e a beijaram; em troca, ela os abençoou. Foi colocada próxima à guilhotina mas foi a última a ser executada, tendo que ouvir a lâmina cair sobre todas as outras cabeças antes da dela. Subindo ao cadafalso também por último, seu xale teria escorregado de seus ombros; Isabel então teria se dirigido ao carrasco, no momento de sua decapitação, e dito: "Em nome da decência, senhor, cubra-me!". Seu corpo mutilado foi inumado na vala comum do Cemitério dos Errancis. Após a revolução, seus despojos foram colocados nas catacumbas de Paris com os outros supliciados.

### Eventos de 1792

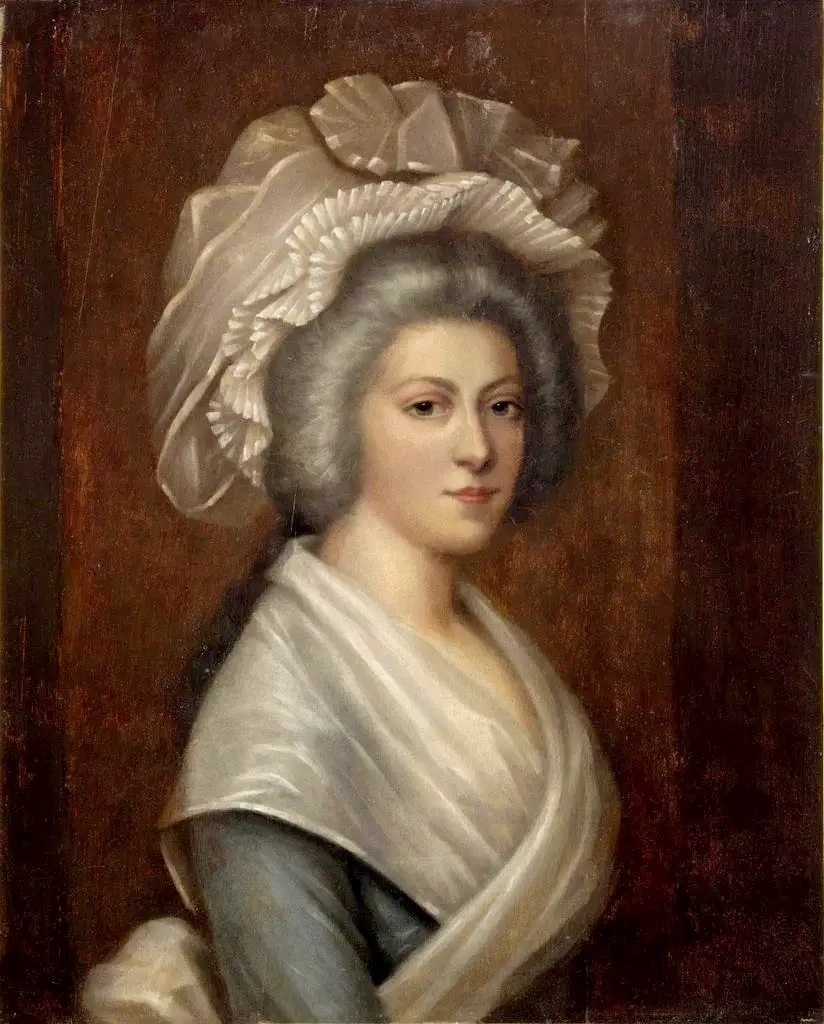
Madame Isabel no Templo, por Alexandre Kucharski, 1792; col. particular.

Em 20 de fevereiro de 1792, Isabel acompanhou a rainha ao Teatro Italiano, que foi lembrado como a última vez que a rainha fez essa visita e foi aplaudida em público, e também participou das celebrações oficiais depois que o rei assinou a nova constituição. Celebração da Federação em 14 de julho de 1792. A nova constituição levou seus irmãos exilados a preparar uma regência francesa de exílio, e Isabel informou a seu irmão o conde de Artois sobre as mudanças políticas no código. A sucesso, ela se opôs à sanção do decreto pelo rei contra os sacerdotes que se recusavam a prestar juramento constitucional. 
Isabel e Maria Antonieta também foram visitadas pela delegação de proprietários de escravos de São Domingos, que havia pedido ao rei sua proteção contra a rebelião de escravos, durante a qual a imagem dela era mencionada: "ao aparecer diante de você, Senhora, eles não podem sentir outro sentimento senão o de veneração por suas altas virtudes. O interesse que você se dignará sentir pelo destino deles vai adoçar sua amargura", sobre a qual ela respondeu:" Senhores, senti profundamente os infortúnios que visitei a colônia. Eu sinceramente compartilho o interesse do rei e da rainha nela, e peço que assegure a todos os colonos isso.
Durante a manifestação de 20 de junho de 1792, no Palácio das Tulherias, Isabel impressionou muito sua coragem, em particular quando foi famosa por ser temporariamente confundida com a rainha. Ela esteve presente na câmara do rei durante o evento e permaneceu ao lado dele durante a maior parte do incidente. Quando os manifestantes forçaram o rei a vestir o gorro vermelho revolucionário, Isabel foi confundida com a rainha. Ela foi avisada: "Você não entende, eles o levam para o austríaco", sobre o qual ela respondeu: "Ah, se Deus quisesse, não os ilumine, salve-os de um crime maior". Ela afastou uma baioneta apontada contra ela com as palavras: "Tome cuidado, monsieur. Você pode ferir alguém, e tenho certeza de que lamentaria.". Quando um monarquista que tentava proteger o rei desmaiou, ela o alcançou e o reviveu com seu cheiro de sal. Após a manifestação de 20 de junho, alguns dos manifestantes atribuíram o ataque fracassado à família real pela demonstração de coragem feita pelo comportamento de Isabel, e uma manifestante feminina foi informada dizendo: "Não havia nada a ser feito hoje em dia; o bom St. Genevieve estava lá".
Após a manifestação de 20 de junho, Isabel e o rei teriam se desesperado com o futuro "como um abismo do qual eles só poderiam escapar por um milagre da Providência", mas ela continuou a atuar como consultora política do rei, e Madame de Lage de Volude descreveu seu estado neste momento: "Ela passa seus dias em oração e devorando os melhores livros sobre a nossa situação. Ela é cheia de sentimentos nobres e generosos: sua timidez muda para firmeza quando se trata de falar ao rei e de informá-lo sobre o estado das coisas". 
Quando Isabel viu a multidão, ela teria dito: "Todas essas pessoas estão enganadas. Desejo a conversão delas, mas não a punição". 
Isabel foi descrita como calma na assembléia, onde testemunhou, mais tarde, o destronamento de seu irmão. Ela seguiu a família de lá até os Feuillants, onde ocupou o quarto quarto com o sobrinho, Tourzel e Lamballe. Durante a noite, havia algumas mulheres do lado de fora na rua que choravam pelas cabeças do rei, rainha e de Isabel, sobre as quais o rei se ofendeu e perguntou: "O que elas fizeram com elas?" referindo-se às ameaças contra seu cônjuge e irmã. Isabel teria passado a noite acordada em oração. Eles se juntaram aos Feuillants por alguns de seus companheiros, entre eles Pauline de Tourzel. Toda a família foi transferida para a Torre do Templo três dias depois. Antes de deixar os Feuillants, Isabel disse a Pauline de Tourzel: "Querida Pauline, conhecemos sua discrição e seu apego por nós. Tenho uma carta da maior importância da qual desejo me livrar antes de sair daqui. Ajude-me a fazê-lo desaparecer." Eles rasgaram uma carta de oito páginas, mas demorando muito, Pauline engoliu as páginas para ela.

### Execução

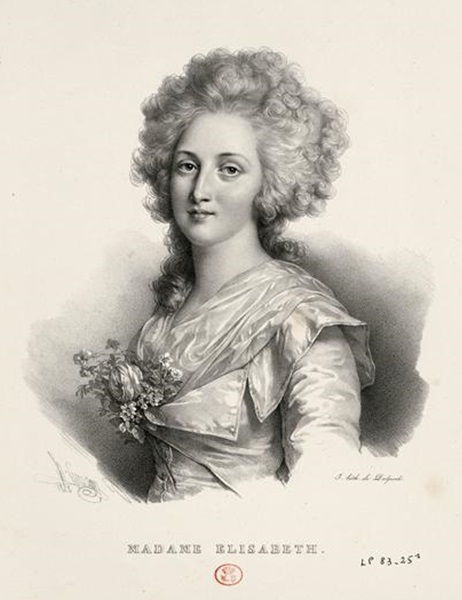
Gravura de Madame Isabel, por volta do século XIX.

Após o julgamento, Isabel se juntou aos prisioneiros condenados com ela no Salão dos Condenados, aguardando sua execução. Ela perguntou por Maria Antonieta, sobre a qual uma das prisioneiras disse a ela: "Madame, sua irmã sofreu o mesmo destino que nós mesmos estamos prestes a sofrer".  
Ela alegadamente consolou e fortaleceu com êxito o moral de seus companheiros de prisão antes da execução iminente com argumentos religiosos e por seu próprio exemplo de calma: "Ela falou com eles com indiferença gentileza e calma, dominando o sofrimento mental pela serenidade de sua aparência, a tranquilidade de sua aparência e a influência de suas palavras. [...] Ela os encorajou a esperar Nele que recompensa provações suportadas com coragem, sacrifícios realizados", e disse:" Não nos pedem para sacrificar nossa fé como a primeiros mártires, mas apenas nossas vidas miseráveis; vamos oferecer este pequeno sacrifício a Deus com resignação". Ela disse a M. de Lomenie, que sentiu indignação com a forma como Fouquier imputou sua popularidade entre seus ex-eleitores em Brienne como um crime: "Se é grandioso merecer a estima dos concidadãos, é muito melhor, acredite, merecer a misericórdia de Deus. Você mostrou a seus compatriotas como fazer o bem. Agora mostre a eles como alguém morre quando a consciência está em paz ", e a madame de Montmorin, que estava desesperada por ser executada em conjunto com o filho dela: "Você ama seu filho e não deseja que ele o acompanhe? Você desfrutará das alegrias do céu e deseja que ele permaneça nesta terra, onde agora existem apenas tormentos e tristezas!".

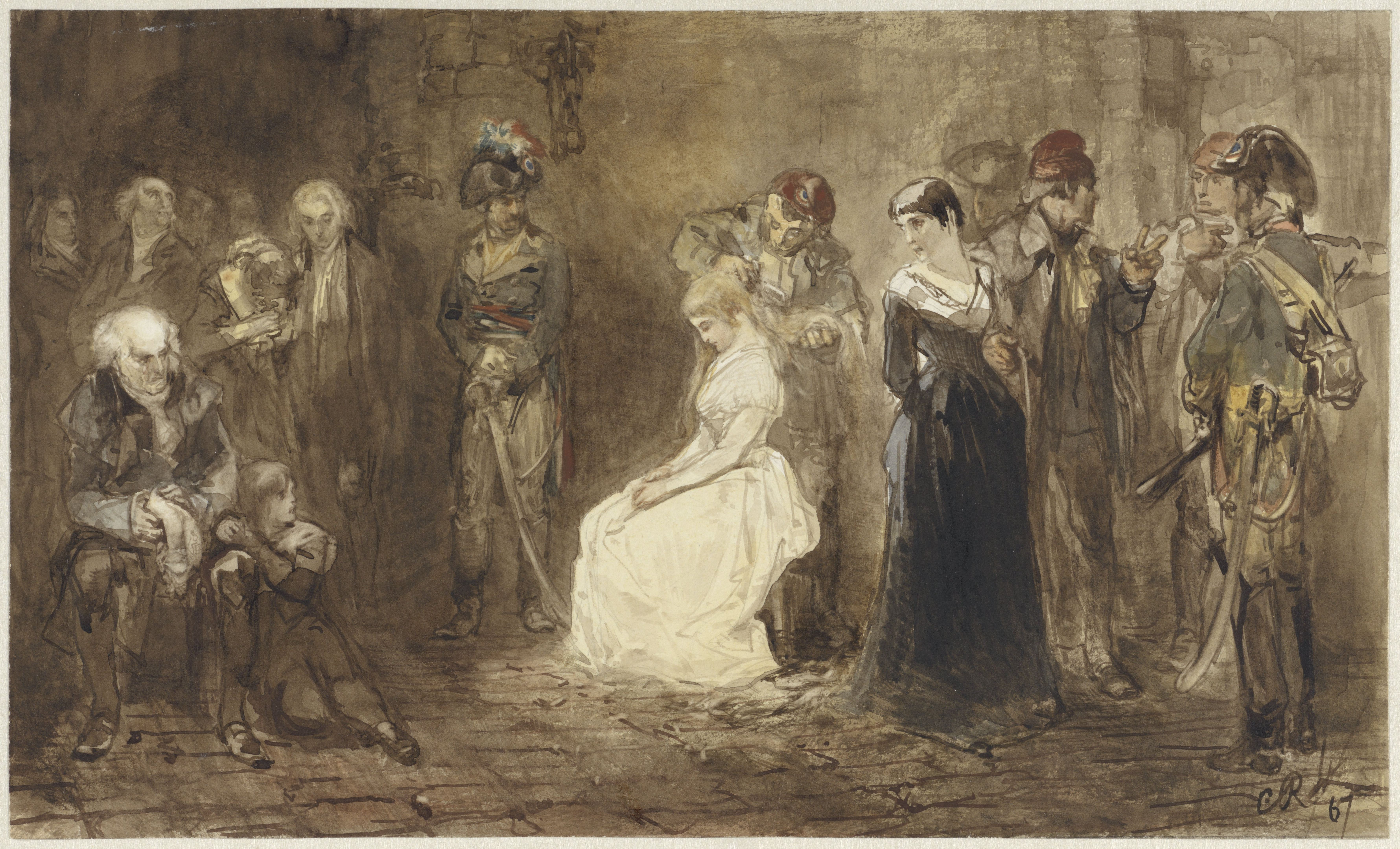
Madame Isabel na prisão no dia da sua execução, em 10 de maio de 1794.

Isabel foi executada juntamente com os 23 homens e mulheres que haviam sido julgados e condenados ao mesmo tempo que ela, e teria conversado com a Sra. De Senozan e a Sra. De Crussol no caminho. No carrinho, levando-os para a execução, e enquanto esperava sua vez, ela ajudou vários deles na provação, encorajando-os e recitando os De profundis até que chegasse a hora. Perto de Pont Neuf, o lenço branco que cobria sua cabeça foi arrancado e, portanto, sendo a única pessoa com a cabeça nua, ela atraiu atenção especial dos espectadores e testemunhas atestaram que ela estava calma durante todo o processo.  
Ao pé da guilhotina, havia um banco para os condenados que deveriam deixar o carrinho e esperar no banco antes da execução. Isabel partiu do carrinho primeiro, recusando a ajuda do carrasco, mas foi a última a ser chamada, o que resultou em testemunhar a morte de todos os outros. A primeira a ser chamada foi a sra. De Crussol, que se curvou para Isabel e pediu para abraçá-la;  depois que Isabel consentiu, todas as mulheres prisioneiras a seguir se despediram, enquanto os homens se curvavam diante dela e, a cada vez, ela repetia o salmo "De Profundis". Isso atraiu a atenção e um espectador comentou: "Eles podem fazer seus salaams se quiserem, mas ela compartilhará o destino dos austríacos". Alegadamente, ela fortaleceu consideravelmente o moral de seus companheiros de prisão, que se comportaram com coragem. Quando a última pessoa à sua frente, um homem, lhe deu seu arco, ela disse: "coragem e fé na misericórdia de Deus!" e então levantou-se para estar pronta para sua própria vez. Enquanto ela estava amarrada à prancha, seu fichu (uma espécie de xale) caiu, expondo seus ombros, e ela chorou ao carrasco “ 'Au nom de votre mère, monsieur, couvrez-moi.'  (Em nome de sua mãe, senhor, me cubra)”.
Alegadamente, sua execução causou alguma emoção pelos espectadores, que não choraram "Vive la Republique" nessa ocasião, o que de outra forma era comum. O respeito que Isabel desfrutara entre o público causou preocupação com Robespierre, que nunca desejou executá-la e que "temia o efeito" de sua morte. Na noite da execução, ele perguntou a Bertrand Barère o que as pessoas estavam dizendo e recebeu a resposta: "Eles murmuram; eles gritam contra você; eles perguntam o que Isabel fez para ofendê-lo; quais foram seus crimes; por que?" você enviou essa pessoa inocente e virtuosa ao cadafalso". Robespierre respondeu: "Bem, você entende, sou sempre eu. Garanto-lhe, minha querida Maret, que, longe de ser a causa da morte de madame Isabel, eu queria salvá-la. Era aquele desgraçado Collot. d'Herbois que a arrancou de mim".
Seu corpo foi enterrado em uma cova comum no cemitério Errancis, em Paris. Na época da Restauração, seu irmão Luís XVIII procurou por seus restos mortais, apenas para descobrir que os corpos enterrados ali haviam se decomposto em um estado em que não podiam mais ser identificados. Os restos de Isabel, com o de outras vítimas da guilhotina (incluindo Robespierre, também enterrado no cemitério de Errancis) foram posteriormente colocados nas catacumbas de Paris. Um medalhão a representa na Basílica de Saint Denis.

## Causa de beatificação e canonização
Madame Elisabeth morreu no odor da santidade. Segundo Madame de Genlis, um perfume de rosas espalhou-se pela Place de la Concorde depois de sua execução.
Em 1953, o Papa Pio XII reconheceu por decreto o caráter heróico de suas virtudes simplesmente por causa de seu martírio. A princesa foi declarada serva de Deus e a causa de beatificação foi apresentada oficialmente em 23 de dezembro de 1953 pelo cardeal Maurice Feltin, arcebispo de Paris. 
Em 2016, o Cardeal André Vingt-Trois, Arcebispo de Paris, reativou a causa de sua beatificação. Padre Xavier Snoëk, pároco da paróquia de Sainte-Élisabeth-de-Hungria, foi nomeado postulador da causa (igreja localizada no bairro do antigo Templo onde a princesa estava presa), e em maio de 2017 reconheceu a associação de fiéis promotores de sua causa. 
Em 15 de novembro de 2017, o Cardeal Vingt-Trois, após consultar a Conferência Episcopal Francesa e o nihil obstat da Congregação para as Causas dos Santos em Roma, espera que o processo leve à canonização de Madame Elisabeth , irmã de Luís XVI.